# Chiesa di San Rocco (Tornareccio)
La chiesa di San Rocco è sita a Tornareccio in provincia di Chieti.

## Storia

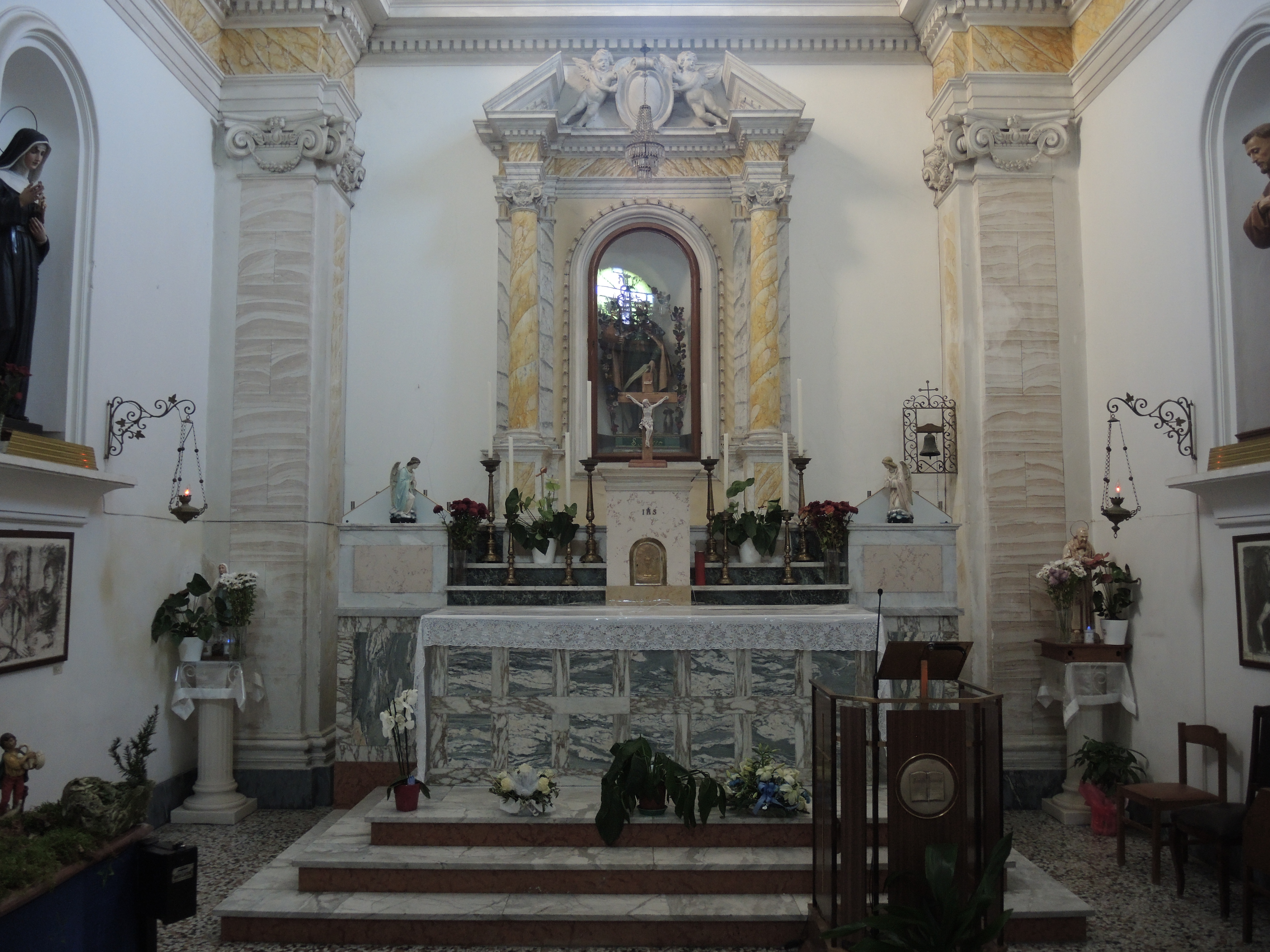
Interno

Il culto del santo nella cittadina è dovuto alla capacità creduta dai fedeli di guarire dalla peste.
La chiesa era sita extra moenia, sito che fa pensare la chiesa come luogo di cura per questa malattia.
Fatto attestante, l'epidemia di spagnola del 1918, venne costruito un lazzaretto nei pressi di questa chiesa.
Si hanno notizie della chiesa dal 1568, ma varie ipotesi fanno pensare all'erezione della chiesa ad almeno un secolo prima, addirittura antecedente il Santuario della Madonna del Carmine.
La chiesa è stata restaurata agli inizi degli anni trenta.

## Aspetto
La chiesa attuale ha lo stesso aspetto originario.
La chiesa è in stile romanico.

### L'esterno
Il portale è coronato da lesene e lunetta ad arco ogivale.
4 lesene più grandi che sembrano reggere un architrave, il quale, a sua volta regge il frontone triangolare, sulla cui sommità c'è una piccola croce in pietra.
Due edicolette vuote sono ai lati del portone d'accesso.
Una finestra ad oblò con tanto di cornice in pietra è sotto l'architrave a ridosso dello stesso.
Tale finestra sostituisce il più classico rosone.
Altre due coppie di finestre ad oblò più piccole sono nelle pareti ai lati.

### L'interno
L'interno è ad unica navata.
Dentro vi sono le statue di San Rocco, di San Francesco e di Santa Rita.
La statua di San Francesco è dietro l'altare.
La finestra oblò garantisce grande luminosità all'interno.